# Armand Meffre
Armand Meffre (* 16. März 1929 in Maubec, Département Vaucluse; † 22. Januar 2009 in Auxerre) war ein französischer Schauspieler und Dramatiker.

## Leben
Meffre kam 1956 zum Beruf des Schauspielers und war auf der Bühne, im Radio, im Fernsehen und gelegentlich im Film zu sehen; daneben schrieb er etliche Bühnenstücke. Seit 1960 war er an Theatern in Paris engagiert; dank seiner Italienisch-Kenntnisse war er auch als Übersetzer von Stücken gefragt.
Eine seiner bekanntesten Rollen spielte er in der französischen TV-Western-Serie Fortune (1967). Als Romanautor trat er mit Ceux qui ne dansent pas sont priés d'évacuer la piste (1989, Éditions Actes Sud) in Erscheinung.
Er war mit seiner Kollegin Pomme Meffre verheiratet.

## Theaterstücke
- 1974: Le Brise-Lames
- 1986: Jordi Dandin
- 1993: Anna Magnani, le temps d'une messe

## Filmografie (Auswahl)
- 1962: Der Kampf auf der Insel (Le combat dans l’île)
- 1964: Monsieur
- 1971: Die Abenteuer des Monsieur Vidocq (Les Nouvelles Aventures de Vidocq, Fernsehserie, 2 Folgen)
- 1972: Der Mönch und die Frauen (Le moine)
- 1976: Das blaue Land (Le pays bleu)
- 1984: Ich habe den Weihnachtsmann getroffen (J’ai rencontré le Père Noël)
- 1986: Jean Florette
- 1986: Manons Rache (Manon des sources)
- 1988: Jack Clementi – Anruf genügt... (Big Man, Fernsehserie, Folge: Im Netz der Drogenmafia)
- 1993: Die Abenteuer des jungen Indiana Jones (The Young Indiana Jones Chronicles, Fernsehserie, 1 Folge)